# Andreja Efremov
Andreja Efremov (in macedone Андреја Ефремов?; Sveti Nikole, 2 settembre 1992) è un calciatore macedone, portiere del Makedonija G.P.

## Carriera

### Club
Ha iniziato a giocare nelle giovanili del Metalurg Skopje. Dalla stagione 2009-2010 viene promosso in prima squadra nel Metalurg Skopje, con cui ha esordito nella massima serie macedone ed in UEFA Europa League. Con il Metalurg Skopje ha vinto anche una coppa di Macedonia.
Nella stagione 2014-2015 invece ha conquistato una seconda coppa nazionale col Rabotnički. Dopo aver giocato la stagione 2015-2016 col Renova, nel luglio 2016 va a giocare per la prima volta all'estero, con i portoghesi del Famalicão, squadra della seconda divisione portoghese.

### Nazionale
Il 30 maggio 2014 ha esordito con la nazionale macedone nell'amichevole giocata a Rieti contro il Qatar, entrando ad inizio ripresa al posto di Kristijan Naumovski.

## Statistiche

### Cronologia presenze e reti in nazionale
| Cronologia completa delle presenze e delle reti in nazionale ― Macedonia | Cronologia completa delle presenze e delle reti in nazionale ― Macedonia | Cronologia completa delle presenze e delle reti in nazionale ― Macedonia | Cronologia completa delle presenze e delle reti in nazionale ― Macedonia | Cronologia completa delle presenze e delle reti in nazionale ― Macedonia | Cronologia completa delle presenze e delle reti in nazionale ― Macedonia | Cronologia completa delle presenze e delle reti in nazionale ― Macedonia | Cronologia completa delle presenze e delle reti in nazionale ― Macedonia |
| Data                                                                     | Città                                                                    | In casa                                                                  | Risultato                                                                | Ospiti                                                                   | Competizione                                                             | Reti                                                                     | Note                                                                     |
| ------------------------------------------------------------------------ | ------------------------------------------------------------------------ | ------------------------------------------------------------------------ | ------------------------------------------------------------------------ | ------------------------------------------------------------------------ | ------------------------------------------------------------------------ | ------------------------------------------------------------------------ | ------------------------------------------------------------------------ |
| 30-5-2014                                                                | Rieti                                                                    | Qatar                                                                    | 0 – 0                                                                    | Macedonia                                                                | Amichevole                                                               | -                                                                        | 46’                                                                      |
| 22-6-2014                                                                | Jinan                                                                    | Cina                                                                     | 0 – 0                                                                    | Macedonia                                                                | Amichevole                                                               | -                                                                        |                                                                          |
| Totale                                                                   |                                                                          | Presenze                                                                 | 2                                                                        |                                                                          | Reti                                                                     | 0                                                                        |                                                                          |

## Palmarès

### Club

#### Competizioni nazionali
- Coppa di Macedonia: 2

Metalurg Skopje: 2010-2011
Rabotnički: 2014-2015